# 6.5mm×25 CBJ
6.5mm×25 CBJは、スウェーデンのCBJ社によって開発された、9x19mmパラベラム弾を基に、薬莢の口を絞って6.5mm弾とした機関拳銃用弾である。

## 特徴
9x19mmパラベラム弾から銃弾部を6.5mmとしただけなため、銃身とリジェクションスプリングの交換のみで9x19mmパラベラム弾使用銃器に適合させることができる。

## 採用銃器
実際に製造段階での採用がなくとも、9x19mmパラベラム弾から容易に改造でき、これら以外の銃でも実際に用いることができる。
より具体的な説明として以下に示す。
6.5×25 CBJカートリッジ(日本語：実包、弾薬筒)は、9x19mmパラベラム弾と互換性がある。これは、一部の銃器で9x19mmパラベラム弾と同じ銃身や弾丸装填機構を使用して、6.5×25 CBJカートリッジを発射できることを意味する。この互換性は、銃器の設計変更なしに、新しいカートリッジを導入する際の柔軟性を提供する。ただし、使用する際には製造元の指示に従うことが重要である。
6.5×25 CBJカートリッジと9x19mmパラベラム弾の主な違いは次のとおり。：
1. 弾径と全長：
  - 6.5×25 CBJカートリッジの弾径は6.5mmで、全長は25mm。
  - 9x19mmパラベラム弾の弾径は9mmで、全長は19mm。
2. 威力と性能：
  - 6.5×25 CBJカートリッジは、高速で軽量な弾丸を使用しており、命中精度が高いとされる。また、近接戦闘や特殊部隊での使用に適している。
  - 9x19mmパラベラム弾は一般的な拳銃やサブマシンガンで広く使用されており、優れた停止力と十分な射程を持つ。
3. 用途と適性：
  - 6.5×25 CBJカートリッジは、主にPDWやSMG向けに設計されている。その小口径と高速弾丸は、近接戦闘や特殊作戦における優れた性能を提供する。
  - 一方、9x19mmパラベラム弾は一般的な拳銃やSMGで使用され、民間市場から軍事用途まで幅広く展開されている。

これらの違いにもかかわらず、6.5×25 CBJカートリッジと9x19mmパラベラム弾の互換性は、新しいカートリッジの採用を容易にし、既存の銃器の機能を拡張する可能性を提供することができる。
また、6.5×25 CBJカートリッジは、物流上の利点から戦術的な利点をもたらす。その主な利点は、高い火力であり、つまり短時間で多くの弾丸を正確に発射できる能力にある。これにより、兵士が多くの弾薬を運ぶことなく、重量やかさばりを増やすことなく、十分な火力を確保できる。
例えば、5.56NATO弾倉用に設計されたポーチには、6.5×25 CBJまたは9×19パラベラムの2倍の弾倉と弾薬を収納できる。これにより、同じ総重量で弾薬量が増加し、兵士が携行する弾薬の量が増える。
一般的に、兵士がPDW(Personal Defence Weapon)のようなより小型の武器システムに切り替えることで、運転手や銃手など、戦闘を主な目的としない兵士も恩恵を受けることができる。
さらに、新しいカテゴリーの武器であるパーソナル・コンバット・ウェポン(PCW)は、防御と攻撃の両方の役割に使用される。従来のバックアップウェポンとしての役割だけでなく、通常は200mまでの小火器で交戦するすべてのターゲットと交戦するための主要な武器としても機能する。